# Bruderndorferwald
Bruderndorferwald ist eine Ortschaft und als Bruderndorferwaldhäuser eine Katastralgemeinde der Marktgemeinde Langschlag im Bezirk Zwettl in Niederösterreich.

## Geografie
Die Streusiedlung befindet sich ganz im Südwesten des Gemeindegebietes. Zu ihr zählen auch die Einzellagen Au-Hahn, Jank und Maringer.

## Siedlungsentwicklung
Zum Jahreswechsel 1979/1980 befanden sich in der Katastralgemeinde Bruderndorferwaldhäuser insgesamt 45 Bauflächen mit 14.074 m² und 3 Gärten auf 725 m², 1989/1990 gab es 44 Bauflächen. 1999/2000 war die Zahl der Bauflächen auf 102 angewachsen und 2009/2010 bestanden 84 Gebäude auf 103 Bauflächen.

## Geschichte
Der Ort entstand im 16. Jahrhundert und wurde 1770 zum ersten Mal schriftlich erwähnt, der Name bezieht sich auf das nordöstlich liegende Dorf Bruderndorf.
Im Eintrag der Josephinischen Fassion aus Jahre 1786/87 gab es im heutigen Ort 13 Häuser.
Im Jahr 1822 wurde der Ort als Dorf mit 19 Häusern genannt, das nach Langschlag eingepfarrt war, wohin auch die Kinder eingeschult wurden. Die Herrschaft Großpertholz besaß die Ortsobrigkeit und besorgte die Konskription. Die Landgerichtsbarkeit wurde von der Herrschaft Weitra ausgeübt. Die Untertanen und Grundholde des Ortes gehörten der Herrschaft Großpertholz.
1831 wurde im Ort eine Volkschule erbaut, diese bestand bis 1876 als die Schule in Siebenhöf eröffnet wurde.
Nach der Entstehung der Ortsgemeinden 1849 wurde der Ort eine Katastralgemeinde der Ortsgemeinde Siebenhöf.
Laut Adressbuch von Österreich waren im Jahr 1938 in der Streusiedlung Bruderndorferwald ein Gastwirt und mehrere Landwirte mit Direktvertrieb ansässig.
1955 wurde der Ort elektrifiziert.
Im Zuge der Niederösterreichischen Kommunalstrukturverbesserung wurde der Ort durch die Auflösung der Gemeinde Siebenhöf am 1. Januar 1967 ein Teil der Gemeinde Langschlag.

## Bodennutzung
Die Katastralgemeinde ist landwirtschaftlich geprägt. 294 Hektar wurden zum Jahreswechsel 1979/1980 landwirtschaftlich genutzt und 196 Hektar waren forstwirtschaftlich geführte Waldflächen. 1999/2000 wurde auf 229 Hektar Landwirtschaft betrieben und 263 Hektar waren als forstwirtschaftlich genutzte Flächen ausgewiesen. Ende 2018 waren 208 Hektar als landwirtschaftliche Flächen genutzt und Forstwirtschaft wurde auf 270 Hektar betrieben. Die durchschnittliche Bodenklimazahl von Bruderndorferwaldhäuser beträgt 11,3 (Stand 2010).